# Herrera de Alcántara
Herrera de Alcántara este un oraș din Spania, situat în provincia Cáceres din comunitatea autonomă Extremadura. Are o populație de 280 de locuitori (2007).
1. ↑  Nomenclátor Geográfico de Municipios y Entidades de Población (20240402 edition)